# Seminemacheilus ispartensis
Seminemacheilus ispartensis és una espècie de peix de la família dels balitòrids i de l'ordre dels cipriniformes.

## Morfologia
- Els mascles poden assolir 5,7 cm de longitud total.
- 3 espines i 8 radis tous a l'aleta dorsal.
- 3 espines i 5-6 radis tous a l'aleta anal.[6]

## Hàbitat
És un peix d'aigua dolça, demersal i de clima subtropical.

## Distribució geogràfica
Es troba a Àsia: Turquia.